# 杨宗稷
楊時百（1864年—1931年），名宗稷，字时百，又作詩百，原姓歐陽。自号九嶷山人，湖南省宁远县清水桥平田村人，清末貢生，清末民初琴学大家，是當時的琴壇領袖。

## 生平
在14至20岁之間從家族中人学古琴，1901年，张百熙聘其为京师大学堂支应襄办。1908年從同事兼好友章華習琴。同年底，師從黄勉之，“得吟猱之法”。36嵗入京為官。民国後，在北京以“九嶷琴社”招收弟子，弟子有彭祉卿、管平湖、關仲航等人。自創“九嶷派”。好收藏，收購古琴53張，輯成《藏琴錄》。编有《琴學叢書》。有子楊葆元。

## 音樂風格
- 管平湖表示楊時百彈的〈漁歌〉已非黃勉之原法。[6]
- 查阜西記述其「在演奏方面重規律，忽視情感，有人評他陷入了孤芳自賞之嫌」。[7]

## 論述
- 《琴學叢書》中有不少古琴鑑定的論述，但鄭珉中曾多次指出其中的問題，例如：楊氏認為「鶴鳴秋月」琴（現藏於湖南省博物館）為唐琴，但鄭認為「鶴鳴秋月」不具有唐琴的特徵。[8][9]
- 楊時百曾在1911年所著的《琴粹》中表示唐琴「九霄環佩」是「最上古琴」，並表現出對該琴的愛慕，卻又在1925年的《藏琴錄》及其它文章中多次貶低「九霄環珮」，認為該琴不如自己新斫的「無上」，違反常理，前後矛盾。[10][11]